# Krnsko (železniční zastávka)
Krnsko je železniční zastávka v severní části obce Krnsko v okrese Mladá Boleslav ve Středočeském kraji poblíž řeky Jizery. Leží na neelektrizované železniční trati Praha–Turnov.

## Historie
Zastávka byla vystavěna dle typizovaného předpisu společnosti Turnovsko-kralupsko-pražská dráha (TKPE) ze směru z Kralupy nad Vltavou do Turnova, pravidelný provoz zde byl zahájen 15. října 1865. TKPE dále 23. října 1871 otevřela železniční trať do Čakovic u Prahy, odkud mohly vlaky následujícího roku pokračovat až do Prahy. Roku 1882 se TKPE spojila s Českou severní drahou ("BNB"), pod jejíž hlavičkou podnik pokračoval.
Po zestátnění BNB roce 1908 pak obsluhovala stanici jedna společnost, Císařsko-královské státní dráhy (kkStB), po roce 1918 pak správu přebraly Československé státní dráhy.

## Popis
Nachází se zde jedno hranové nástupiště.